# Giedrimas Jeglinskas
Giedrimas Jeglinskas (ur. 22 kwietnia 1979 w Kownie) – litewski wojskowy, menedżer i urzędnik państwowy, wiceminister obrony narodowej (2017–2019), zastępca sekretarza generalnego NATO (2019–2022).

## Życiorys
W 1997 ukończył szkołę średnią, po czym rozpoczął studia na Uniwersytecie Technicznym w Kownie. Po pierwszym roku został przyjęty na United States Military Academy, gdzie został absolwentem nauk politycznych i informatyki. Uzyskał też magisterium z bezpieczeństwa narodowego na Uniwersytecie Georgetown oraz z zarządzania przedsiębiorstwem w CBS na Uniwersytecie Columbia.
Był oficerem sił zbrojnych Litwy, pracował m.in. jako analityk w wojskowej agencji wywiadu AOTD. Po odejściu do rezerwy zawodowo związany z grupą bankową Citigroup, pełnił funkcję wiceprezesa w sektorze bankowości korporacyjnej. W 2017 mianowany wiceministrem obrony narodowej, powierzono mu sprawy dotyczące zaopatrzenia. W 2019 został zastępcą sekretarza generalnego NATO do spraw zarządzania wykonawczego, funkcję tę pełnił do 2022. Został współpracownikiem think tanku Atlantic Council.
W 2024 zarejestrowano go jako kandydata w rozpisanych na maj tegoż roku wyborach prezydenckich; poparcia udzielił mu Związek Demokratów „W imię Litwy”. W pierwszej turze otrzymał 1,4% głosów, zajmując ostatnie miejsce wśród 8 kandydatów. W tym samym roku z ramienia związku uzyskał mandat posła na Sejm Republiki Litewskiej.